# Lobo
Lobo é um animal carnívoro da família dos canídeos e que pertence ao gênero Canis. São três espécies que recebem tal designação: o lobo-cinzento (Canis lupus), lobo-etíope (Canis simensis) e o lobo-dourado-africano (Canis lupaster). O lobo-oriental (Canis lycaon) e o lobo-vermelho (Canis rufus), possuem classificações discutíveis se espécies em si, subespécies do lobo-cinzento, ou híbridos de lobo com coiote (coylobo).
Existem outros animais comumente referidos como "lobos" mas pertencem a outros gêneros ou outras classificações de mamíferos: lobo-da-terra (uma hiena), Lobo-terrível (um Canídeo extinto distinto), Mabeco (em alguns locais chamado lobo pintado), lobo-da-tasmânia (um marsupial), lobo-marinho (um pinípede), lobo-guará (um canídeo pouco aparentado). Também sem relação, outras espécies que, às vezes, são chamadas de "lobo" são: cão-selvagem-asiático (em certos locais chamado lobo-da-montanha), hiena-malhada (lobo-tigre), chacal-dourado (lobo-da-cana), coiote (lobo do mato) Enguia lobo (um peixe), peixe lobo (outro peixe), Boca de lobo (uma peça de esgoto)  e o graxaim-do-mato (chamado variavelmente de lobinho, lobete ou só de lobo).

## Características

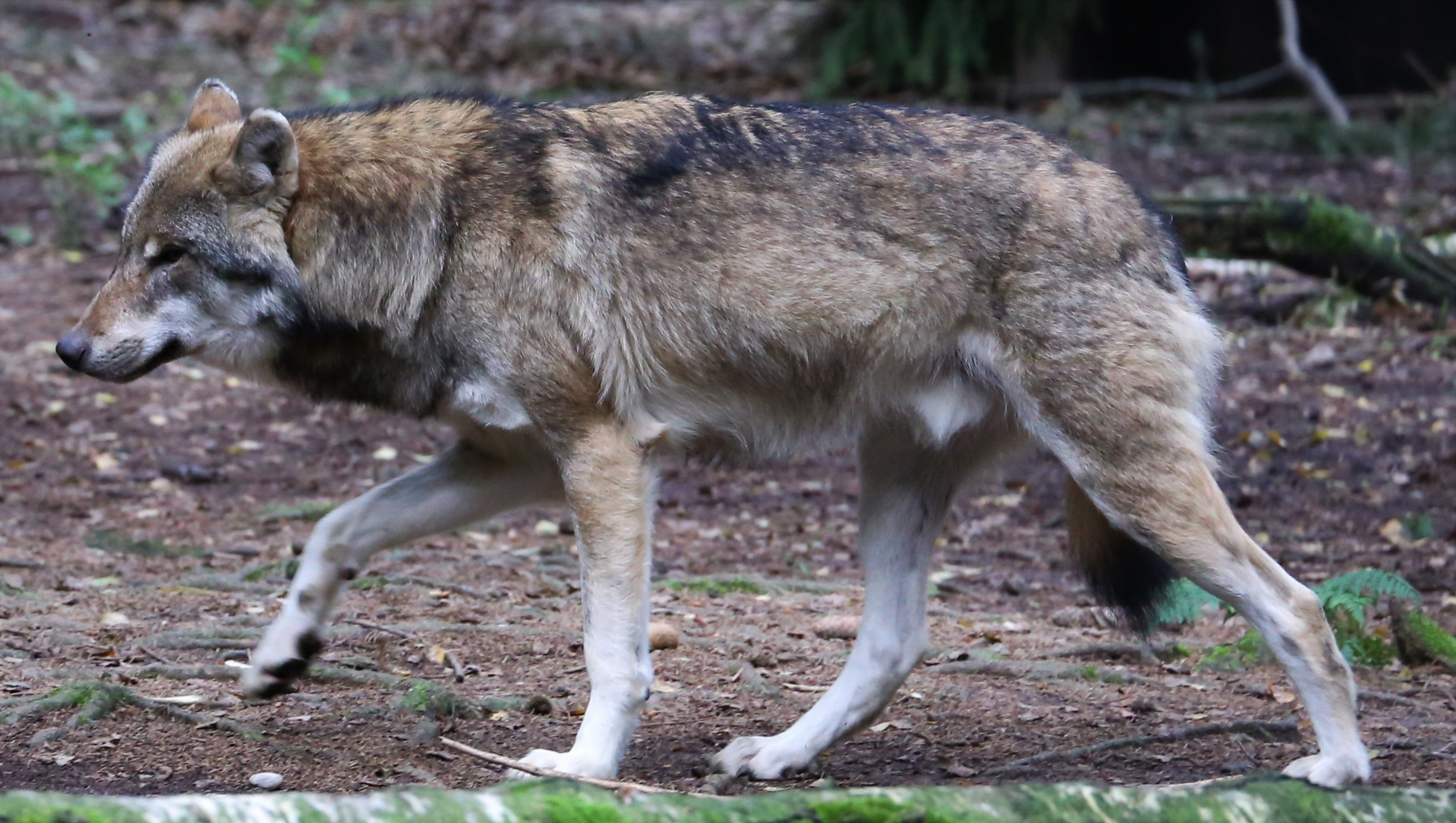
Lobo europeu

Os lobos geralmente ostentam um porte maior em comparação às demais espécies de canídeos, além de possuírem ampla distribuição geográfica. Os lobos são invariavelmente espécies que ostentam certas habilidades sociais, tendo um espécime/casal de espécimes reprodutor(es) como líder(es), são geralmente predadores de alto nível trófico, com apenas o lobo-dourado ocupando invariavelmente a posição de mesopredador.
Segundo estudos, o Lobo é descendente do lobo-variável (Canis variabilis).

### Doenças

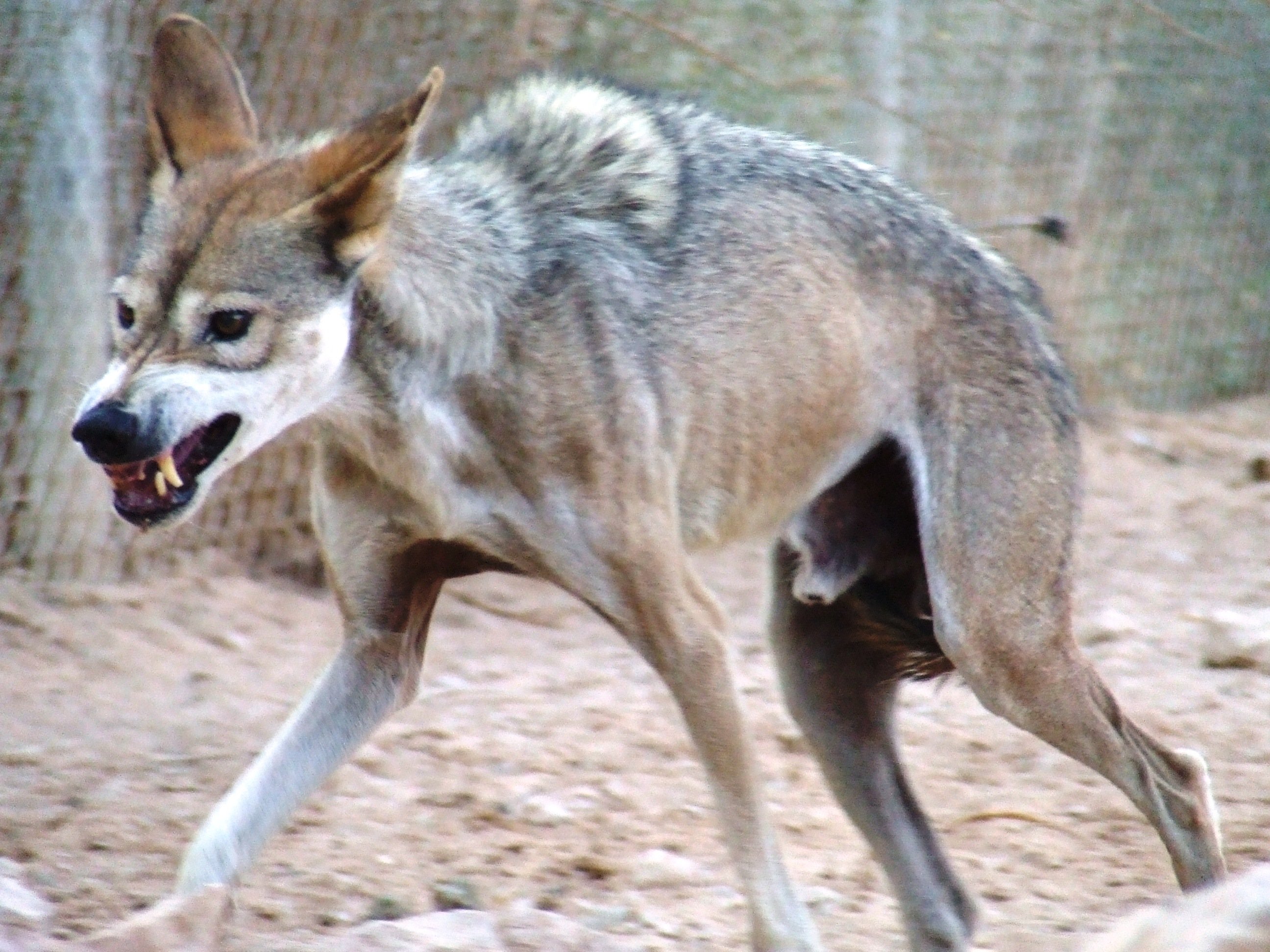
A postura e expressão facial do lobo-árabe é defensiva e alerta os outros lobos para serem cautelosos.

As doenças mais comuns transmitidas por lobos incluem a brucelose, febre, carbúnculo, leptospirose, parvovirose, cinomose, sarna e obviamente a raiva (conhecido por muitos nomes, como a doença do cachorro louco), e como todo mamífero, os lobos também não podem faltar pulgas e carrapatos. Os lobos são importantes hospedeiros da raiva na Rússia, Irã, Afeganistão, Iraque e Índia. Embora os lobos não sejam vetores das doenças, eles podem contraí-las de outras espécies. Os lobos tornam-se extremamente agressivos quando infectados, podendo morder várias pessoas em um único ataque. Antes de uma vacina ser desenvolvida, as mordidas eram quase sempre fatais. Atualmente, as mordidas de lobos raivosos podem ser tratadas, mas a gravidade dos ataques dos lobos raivosos às vezes podem resultar em morte. Uma mordida perto da cabeça da vítima faz a doença agir muito rapidamente para que o tratamento faça efeito. Ataques raivosos tendem a aumentar de número no inverno e na primavera. Com a redução da raiva na Europa e América do Norte, poucos ataques de lobos raivosos têm sido registrados, embora alguns ainda ocorram no Oriente Médio. Desde 2019 e 2020,os lobos também carregam o coronavírus canino, cuja infecção é mais prevalente nos meses de inverno.
Os lobos registrados na Rússia transportavam mais de 50 tipos diferentes de parasitas nocivos, incluindo Echinococcus, cisticercose e coenurus. Os lobos também são portadores de Trichinella spiralis. Entre 1993–94, 148 carcaças de lobos perto de Fairbanks, no Alasca, foram examinadas e 36% (aproximadamente 54 carcaças) estavam infectadas. A prevalência de Trichinella spiralis em lobos é significativamente relacionada com a idade. Os lobos podem hospedar o Neospora caninum, fato de particular interesse para os agricultores, pois a doença pode ser transmitida para animais domésticos, que, infectados, têm de 3 a 13 vezes mais chance de abortar em comparação àqueles livres da doença.
Apesar do hábito de portar doenças perigosas, grandes populações de lobos não são frequentemente acometidas por surtos de epizootias, como ocorre com outros canídeos sociais. Isto se deve principalmente ao hábito dos lobos infectados de se afastarem de suas alcateias, evitando assim o contágio em massa.

## Aspectos culturais
O Lobo é conhecido muitas vezes por contos, fábulas, mitos e lendas.
As pessoas inventaram essas histórias porque na Europa e na Ásia, os fazendeiros, estavam cansados dos lobos de caçarem e comerem seus animais de gado, como vacas, búfalos, cavalos, ovelhas, bodes, porcos, camelos e lhamas, além de outros animais de agropecuária como coelhos e aves de criação, como patos, galinhas e perus, como fazem os coiotes, chacais e raposas.

### Lobo mau

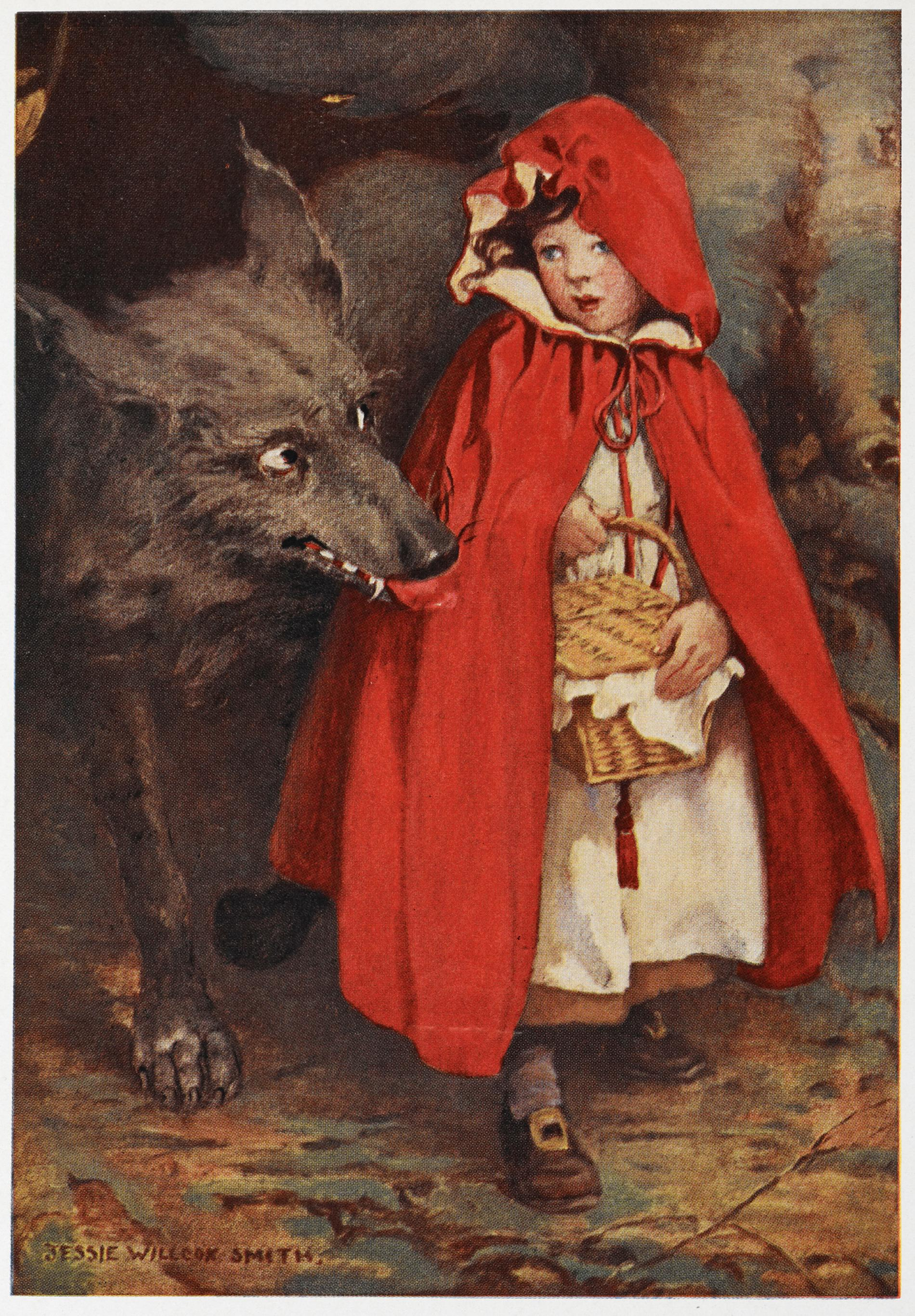
Uma representação do Lobo Mau com Chapeuzinho Vermelho por Jessie Willcox Smith.

O Lobo Mau (ou Big Bad Wolf em inglês) é um personagem que aparece em inúmeras fábulas folclóricas, incluindo as Fábulas de Esopo, e nas histórias dos Irmãos Grimm. É a personificação de um lobo mal-intencionado, famoso pelo seu apetite e pelo talento em enganar as vítimas. Apareceu em histórias clássicas como Os Três Porquinhos, Chapeuzinho Vermelho, O Lobo e os Sete Cabritinhos, O Pastor mentiroso e o lobo, Lobo e o cordeiro, O Lobo em Pele de Cordeiro e Pedro e o Lobo.

### Lobisomem

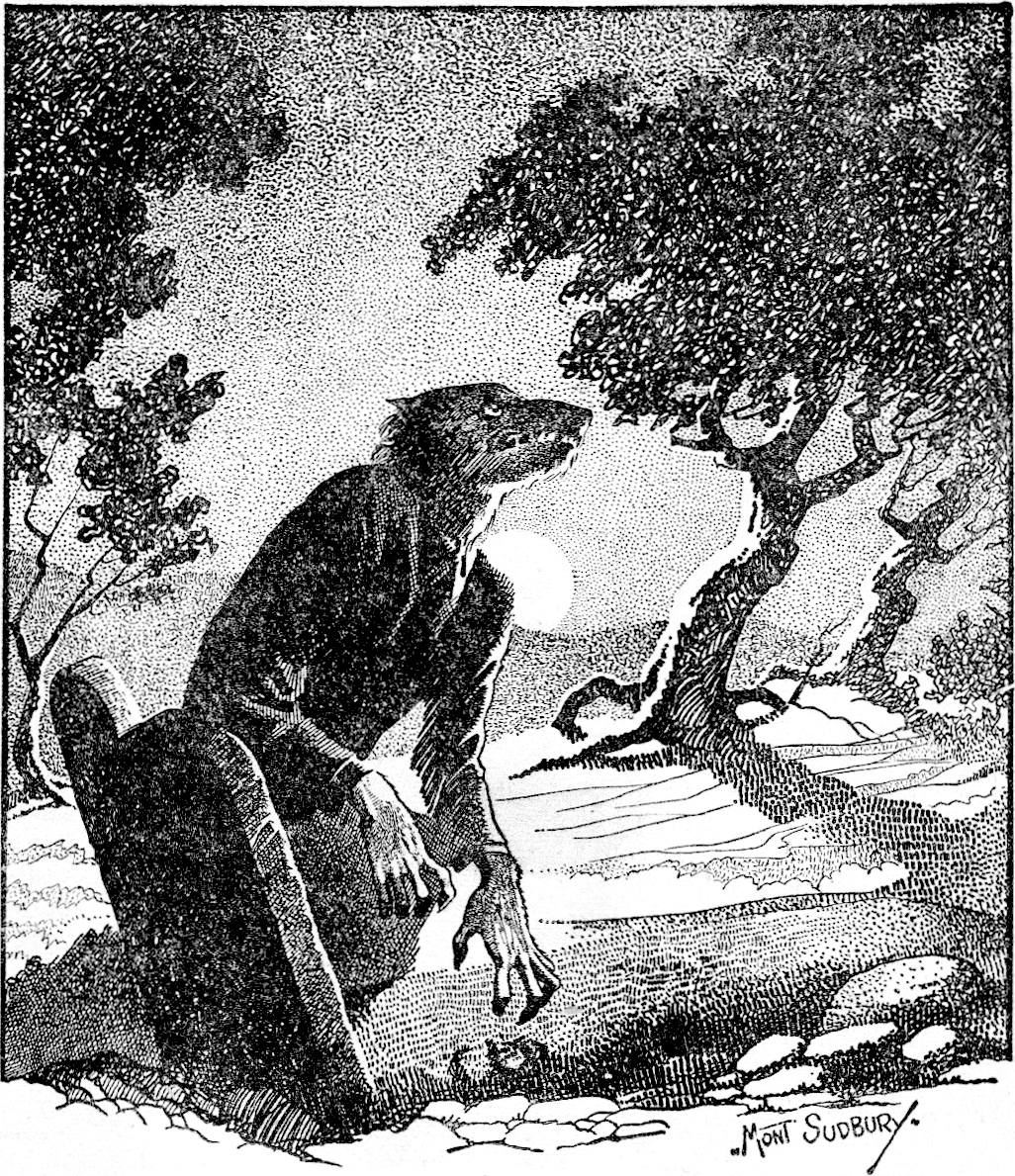
Ilustração de um lobisomem na floresta à noite de 1941.

Lobisomem ou licantropo (do grego λυκάνθρωπος: λύκος, lýkos, "lobo" e άνθρωπος, ánthrōpos, "humano"), é um ser lendário que é descrito como um humano capaz de se transformar em lobo ou em algo semelhante a um lobo em noites de lua cheia.
Tais lendas são muito antigas e encontram a sua raiz na mitologia grega. Segundo As Metamorfoses de Ovídio, Licaão, o rei da Arcádia, serviu a carne de Árcade a Zeus e este, como castigo, transformou-o em lobo (Met. I. 237). Uma das personagens mais famosas foi o pugilista arcádio Damarco da Parrásia, herói olímpico que assumiu a forma de lobo nove anos após um sacrifício a Zeus Liceu, lenda atestada pelo geógrafo Pausânias.[carece de fontes?]
O lobisomem é um conceito difundido no folclore europeu, possuindo diversas variantes relacionadas a um desenvolvimento em comum de uma interpretação cristã do folclore europeu do período medieval. Desde o início do período moderno, as crenças dos lobisomens também se espalharam para o Novo Mundo com o colonialismo. A crença nos lobisomens desenvolveu-se em paralelo à crença nas bruxas, no final da Idade Média e no início do período moderno. Tal como os julgamentos de bruxaria como um todo, o julgamento de supostos lobisomens surgiu no que hoje é a Suíça (especialmente Valais e Vaud) no início do século XV e espalhou-se por toda a Europa no século XVI, atingindo o pico no século XVII e diminuindo no século XVIII.

### Besta de Gévaudan

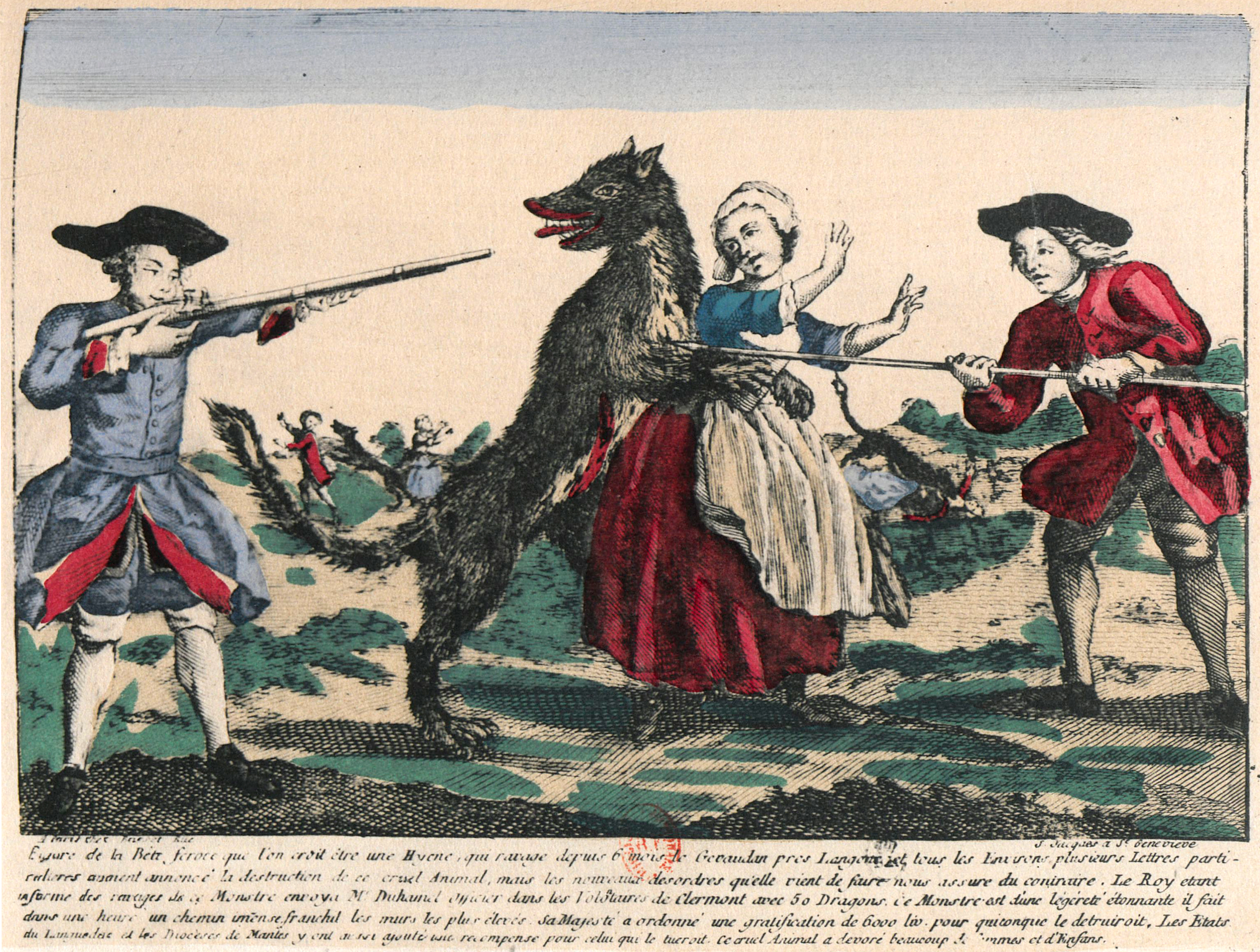
Gravura do século XVIII mostrando os caçadores resgantando uma mulher contra a Besta de Gévaudan.

A Besta de Gévaudan ou Lycopardus parthenophagus (em francês:  Bête du Gévaudan) é o nome histórico associado ao lobo cinzento, cão-lobo ou hiena que aterrorizou a antiga província de Gévaudan (departamento moderno da Lozère e parte do Alto Loire), nas montanhas Margeride, no centro-sul do Reino da França, entre 1764 e 1767. Os ataques, que cobriram uma área de 90 por 80 quilômetros, eram cometidos por uma besta ou animais que tinham dentes formidáveis e caudas imensas, segundo relatos de testemunhas oculares contemporâneas.
Muitas vezes, as vítimas eram mortas com a garganta arrancada. O Reino da França usou uma quantidade considerável de mão-de-obra e dinheiro para caçar os animais; incluindo os recursos de vários nobres, soldados, civis e vários caçadores reais.

### Lupa Capitolina

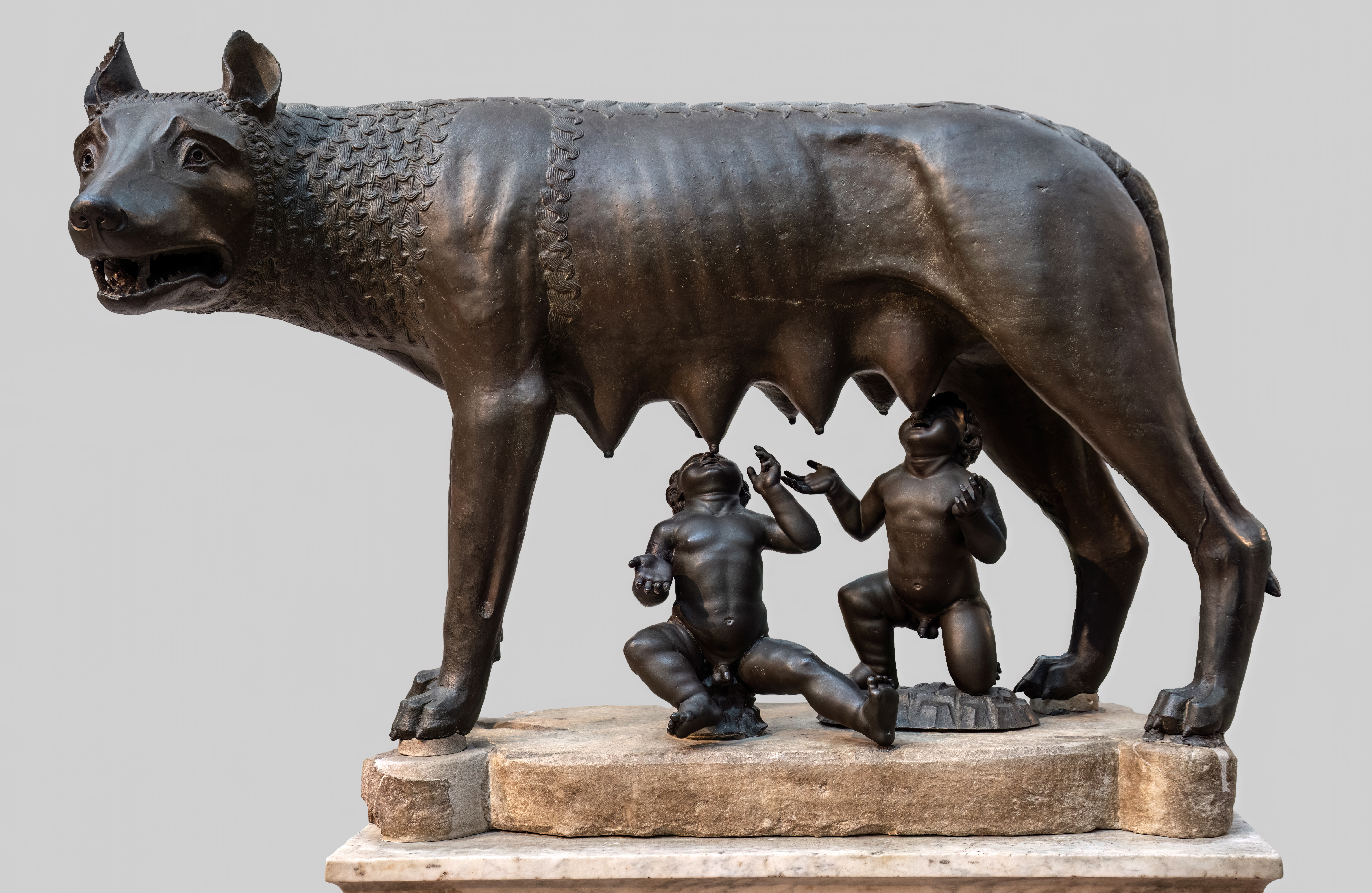
A Loba Capitolina amamentando os gêmeos Rômulo e Remo.

A Lupa Capitolina ou loba romana é um tema muito popular em medalhas, moedas, joias, relevos, mosaicos, etc., especialmente no Império Romano. A loba foi inicialmente retratada sem os gêmeos, mas a partir do século III a.C. a representação da loba amamentando os gêmeos tornou-se comum. A atitude da Lupa Capitolina de girar a cabeça para trás com ela sentada enquanto os gêmeos se amamentam é um modelo para a maioria das versões posteriores do motivo. A lupa romana é um símbolo para a origem divina do fundador de Roma, Rômulo, o filho do deus da guerra Marte, e a reivindicação da eternidade (em latim: aeternitas), da cidade e do império.
Segundo as narrativas em Alba Longa, cidade fundada pelo herói troiano Eneias, o rei local Numitor foi vítima de um estratagema de seu irmão, Amúlio. Amúlio de modo a apossar-se do trono da cidade prendeu Numitor, matou todos os seus varões e obrigou sua sobrinha, Reia Sílvia a tornar-se uma sacerdotisa vestal, dedicada à deusa Vesta, o que implicaria que ela deveria manter-se casta. No entanto, Reia Sílvia acabou por ter dois filhos de Marte (deus romano da guerra), os irmãos Rômulo e Remo. Ao descobrir a verdade, Amúlio prendeu Reia e ordenou que seus filhos fossem jogados no rio Tibre. Como um milagre, o cesto onde estavam as crianças acabou atolando numa das margens do rio no sopé do monte Palatino onde foram encontrados por uma loba que os amamentou. Tempos depois, um pastor de ovelhas chamado Fáustulo encontrou os meninos próximo da Figueira Ruminal (Ficus Ruminalis), na entrada de uma caverna chamada Lupercal. Ele os recolheu e os levou para sua casa onde foram criados por sua mulher Aca Larência.

### Fenrir

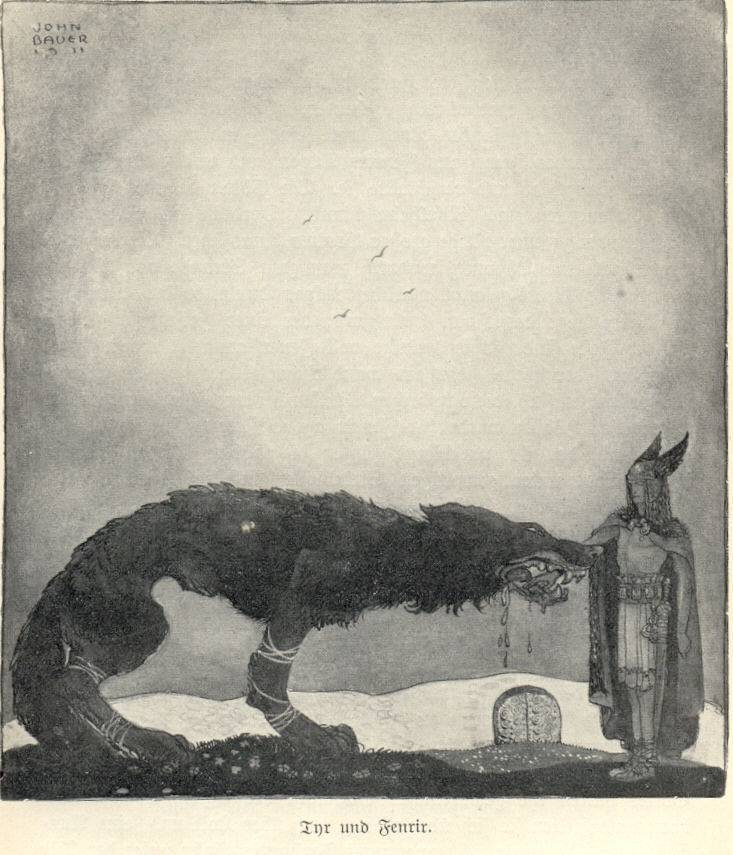
Tyr e Fenrir.

Na mitologia nórdica, Fenrir (em nórdico antigo: "morador do poço"), Fenrisulfr (em nórdico antigo: "lobo Fenris"), Hróðvitnir (em nórdico antigo: "lobo da fama"), ou Vánagandr (em nórdico antigo: "o monstro do rio Ván") é um lobo monstruoso. Fenrir é atestado na Edda em verso, compilada no século XIII a partir de fontes tradicionais anteriores, na Edda em prosa e na Heimskringla, escritas no século XIII por Snorri Sturluson. Em ambas a Edda em verso e a Edda em prosa, Fenrir é o pai do lobos Skoll e Hati, é um filho de Loki, e é pressagiado para matar o deus Odin durante os eventos do Ragnarök, mas por sua vez, ser morto pelo filho de Odin Vidar.

## Alimentação

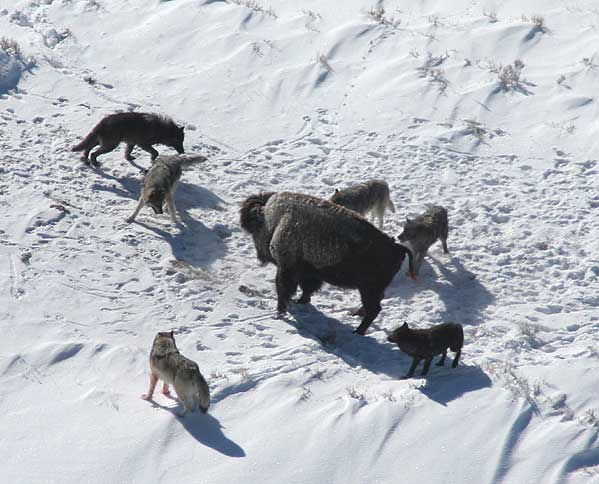
Lobos-ocidentais caçando um bisão.

A dieta dos lobos são variáveis conforme a espécie analisada. Sendo um grupo de animais hipercarnívoros, com recorrência ocasional ao consumo de plantas. A espécie mais carnívora é o lobo-cinzento, com o lobo-dourado sendo o mais generalista. O lobo-cinzento e o lobo-vermelho são ambos macropredatórios, o lobo-vermelho é mais especializado em consumir animais de porte pequeno/médio como o cariacu, enquanto o lobo-cinzento caça animais como bisontes e uapitis. O lobo-etíope é um predador especializado de roedores, em particular as espécies de ratos-toupeira. Os lobos etíopes também foram registrados a se alimentar de polén e néctar das flores, um caso único entre carnívoros. E o lobo-dourado é generalista, comendo plantas, lagartos, pangolins, mangustos, filhotes de gazelas e carniça. O taxonomicamente controverso, lobo-oriental não possui hábitos alimentares muito compreendidos.

## Espécies
As espécies variam em porte, sendo a menor dentre elas o lobo-dourado, vivente no continente africano, e a maior o lobo-cinzento, vivendo maiormente no Hemisfério Norte que é também o maior canino selvagem da atualidade. Uma listagem mais concreta é apresentada a seguir, da maior para a menor espécie.
| Espécies                             | Autoridade trinomial       | Descrição | Abrangência             |
| ------------------------------------ | -------------------------- | --- | ----------------------- |
| Canis lupus Lobo-cinzento            | Linnaeus, 1758             | O mais conhecido entre as 5 espécies, conhecido pelo próximo parentesco com o cão-doméstico. É o mais amplamente distribuído, conhecido por atuar em grandes grupos familiares. É o maior canídeo selvagem existente, com as populações norte-americanas tendo uma média de 36 kg.              | Europa, América e Ásia. |
| Canis rufus Lobo-vermelho            | Audubon & Bachman, 1851    | Endêmico dos Estados Unidos, o lobo-vermelho é uma espécie de canídeo e intermediária em porte ao coiote, sofrendo sério risco de extinção, havendo hoje só 50 em estado selvagem. São grandes, com seu peso médio variando de 20 a 39 kg.                                                      | América do Norte        |
| Canis lycaon Lobo-oriental           | Schreber, 1775             | Nativo do subcontinente norte-americano, o lobo-oriental é uma espécie de canídeo próxima do lobo-vermelho. Característico por comer veados e castores. Criticamente ameaçado. Possui como peso médio 30,3 kg.                                                                                  | América do Norte        |
| Canis simensis Lobo-etíope           | Ruppell, 1840              | Carnívoro mais ameaçado do continente africano e o mais raro canídeo do mundo, similar em porte e constituição a um galgo; alimenta-se de roedores e pássaros, de porte significativo Os machos adultos pesam 14,2–19,3 kg, enquanto as fêmeas pesam 11,2–14,15 kg.                             | África                  |
| Canis lupaster Lobo-dourado-africano | Hemprich e Ehrenberg, 1832 | Confundido certamente com o chacal-dourado, é o menor dos lobos existentes. Versáteis e adaptáveis, consomem variados tipos de presas e são os mais solitários dos lobos. Descrito como intermediário em porte aos chacais africanos e os menores lobos-cinzentos, ambos os sexos pesam 7–15 kg | África                  |

Todos os lobos caracterizam-se por serem animais grandemente comunicativos e bastante sociáveis, com todas as espécies podendo gerar descendência fértil entre si. São bastante aparentados entre si, e são bastante próximos do cão-doméstico. São animais bastante presentes no imaginário humano, todas as espécies são associadas à predação de animais domésticos, mesmo que não sejam os maiores responsáveis pelas perdas.